# Stadio di Domiziano
Lo Stadio di Domiziano (Circus Agonalis) è il primo esempio di stadio in muratura dell'antichità greco-romana, riservato a competizioni atletiche (corsa, lotta, pugilato) ed era situato nell'attuale Parione. Dopo la rovina nel medioevo, lo spazio su cui sorgeva non fu mai occupato stabilmente, ed è oggi Piazza Navona. Il suo piano di calpestìo, come si vede dall'affaccio alle arcate su Tor Sanguigna, era più basso di circa 5 metri rispetto al piano attuale.

## Storia
Fu fatto costruire nel Campo Marzio tra l'85-86 d.C. da Domiziano, sia per offrire al popolo un'ulteriore sede di festa (e di lode dell'imperatore), sia per soddisfare l'imperiale passione per l'atletica.
La localizzazione presso il Tevere ripete quella di uno stadio di legno, provvisorio, fatto costruire da Augusto negli ultimi anni del I secolo a.C. e ricordato da Dione Cassio (Storia romana, LIII, 1).
Lo stadio aveva una forma rettilinea allungata con uno dei lati corti semicircolare, era lungo 276 metri e largo 106; l'arena aveva le dimensioni di 193 x 54 metri e si differenzia dal circo soprattutto per le dimensioni più ridotte e per l’assenza della spina, dell’obelisco e delle carceres e aveva una capienza di circa 30.000 spettatori. La sua forma si ispirava agli stadi di Olimpia e di Atene e fu fatto costruire per lo svolgimento dei giochi atletici greci, molto apprezzati dall'imperatore, che sperava di coinvolgere i Romani a praticare più atletica. Le gradinate erano in pietra ed erano presenti eleganti elementi architettonici di decoro di ispirazione greca. Nella storia dell'antica Roma, quello di Domiziano fu l'unico esempio di stadio in muratura (insieme a quello di Pozzuoli, lo Stadio di Antonino Pio). Vi si svolgevano principalmente gare di atletica: atletica leggera, atletica pesante, lotta a corpo libero, salti (per questo lo stadio prese il nome di Campus agonis. Purtroppo i giochi greci, tanto amati dall'imperatore, non divertivano molto gli antichi romani, i quali li consideravano poco virili, poco duri e poco violenti.
Fu restaurato nel III secolo da Alessandro Severo - e da questo gli derivò il nome di Circus Alexandrinus, che mantenne per tutto il medioevo - e restò in uso fino al V secolo.
Durante il medioevo sulle strutture del circo crebbero prima costruzioni povere e successivamente palazzi e chiese che ne utilizzarono i materiali e ne seguirono il perimetro; lo spazio dell'arena tuttavia, benché si andasse lentamente interrando per effetto dei crolli ma anche delle alluvioni del Tevere, non fu mai occupato stabilmente, ed è oggi Piazza Navona. Il piano di calpestìo antico, come si vede dall'affaccio alle arcate su Tor Sanguigna, è più basso di circa 5 metri rispetto a quello moderno, e tuttavia le murature imperiali rimasero sempre parzialmente note, seppur considerate grotte, e con esse la memoria del circo: la chiesa di Sant'Agnese in Agone, ad esempio, era denominata S. Agnese de cryptis Agonis.
Dopo i primi scavi delle cripte nel 1511, che produssero basi e fregi scolpiti, anche il Circo agonale divenne una cava di materiali edili di pregio: Pio IV fece demolire un settore della fiancata su Corso del Rinascimento verso Palazzo Madama per costruire il suo casino nei giardini vaticani; materiali dell'altra fiancata servirono man mano per la costruzione di S. Nicola dei Lorenesi, del Palazzo Pamphilj di piazza Navona, del Palazzo Braschi.
Nel 1936, demolendo le costruzioni sul lato nord della piazza, fu infine riportato alla luce un ampio spicchio della curva nord al piano terreno dello stadio, comprendente murature, pilastri, scale alle gradinate superiori. Sopra lo spazio liberato fu costruito un unico ampio immobile dell'INA, ma le murature antiche vennero salvate e rimasero parzialmente visibili dall'esterno e accessibili alle visite. Dal 2014 la valorizzazione e l'uso dello spazio archeologico sono stati affidati a privati; il sito è normalmente visitabile e sede di mostre.
Il resto dell'impianto imperiale giace ancora nelle cantine dei palazzi sovrastanti.

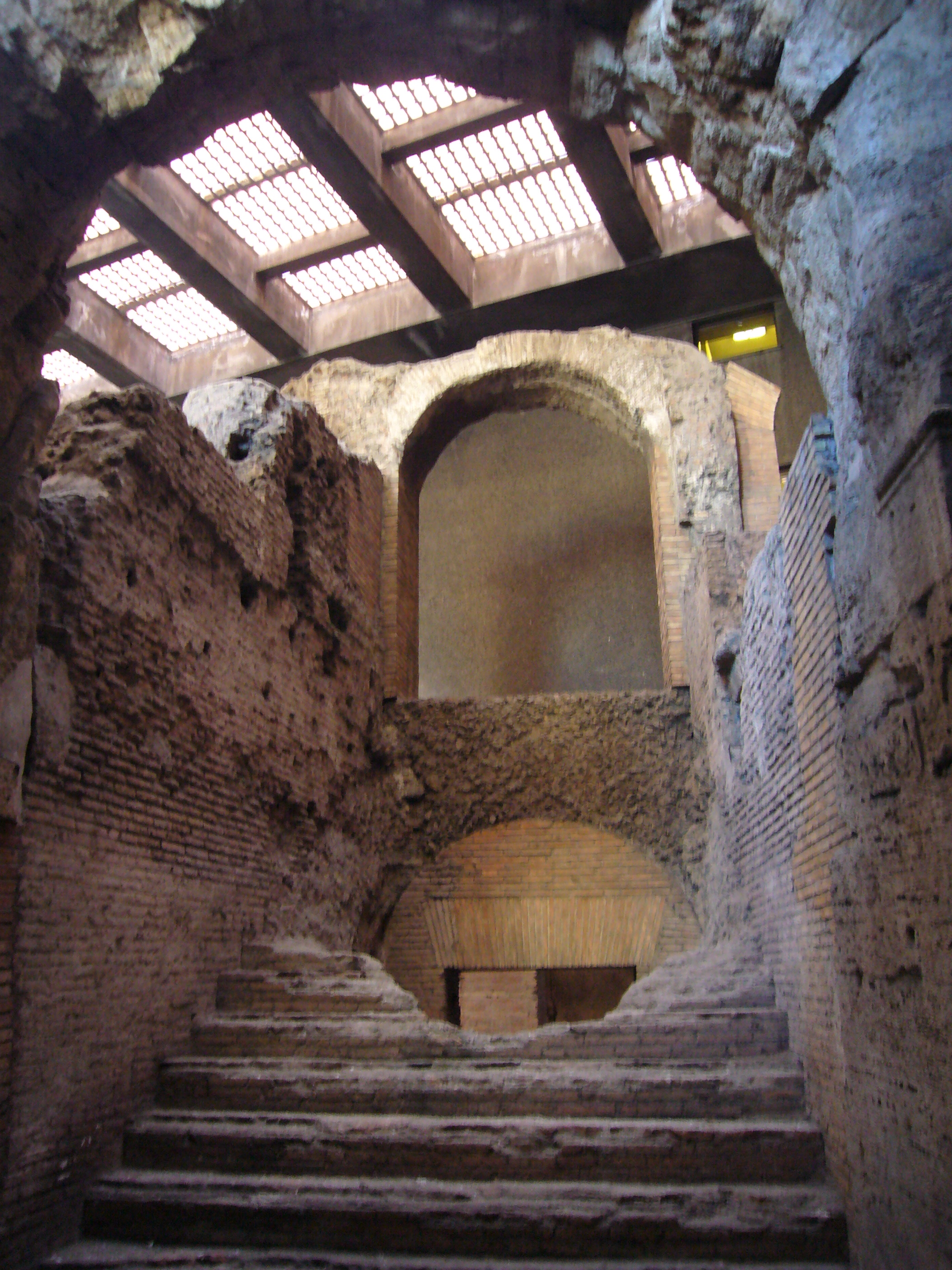
Scalinata principale custodita nell'Area Archeologica - Ingresso in via di Tor Sanguigna, 3
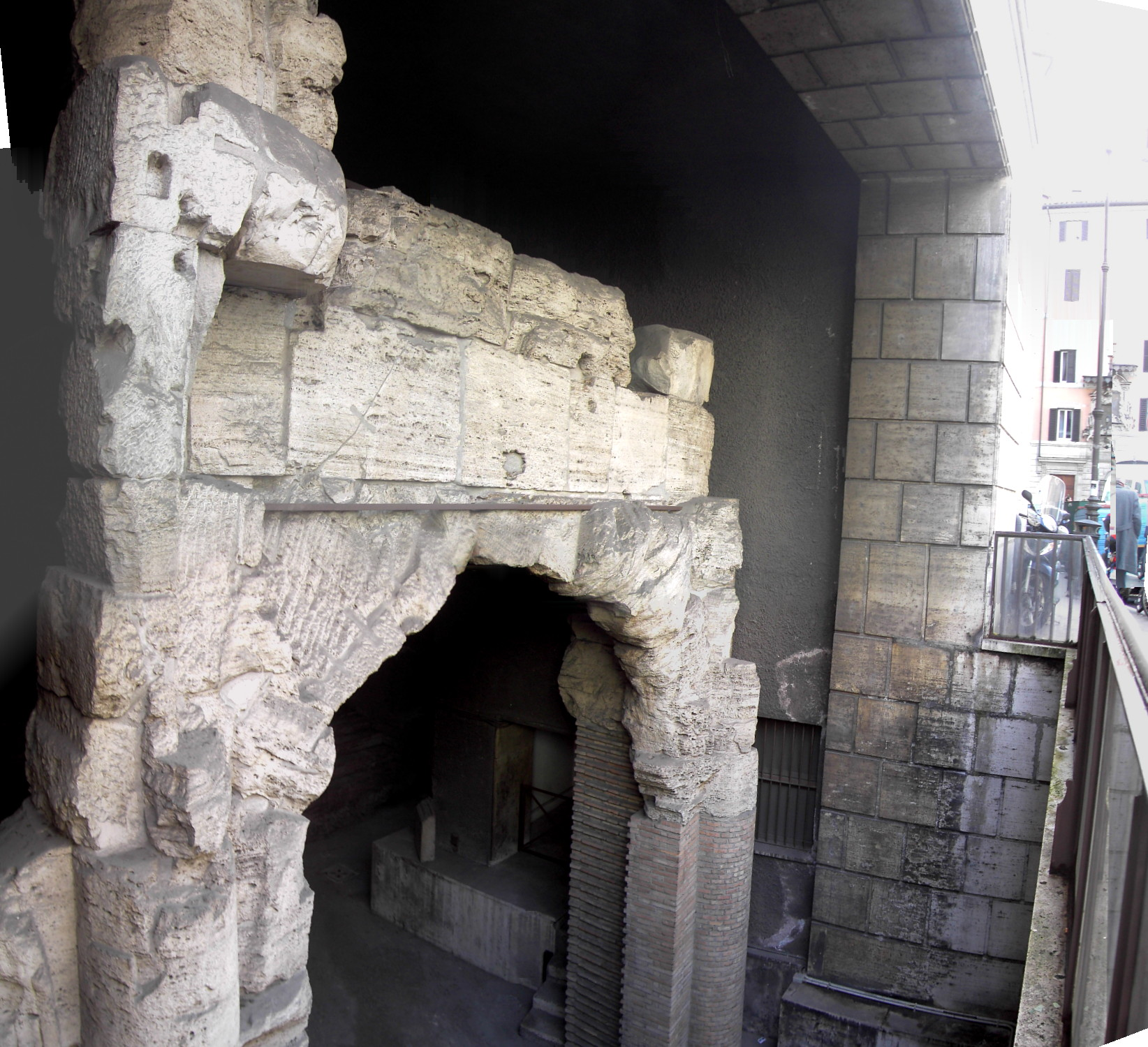
Arco Antico ingresso Nord dello Stadio di Domiziano visibile da piazza di Tor Sanguigna, 3 - Accesso Area Archeologica in via di Tor Sanguigna, 3

| Planimetria del Campo Marzio centrale |
| --- |
| Terme di Nerone Stadio di Domiziano Pantheon Basilica di Nettuno Terme di Agrippa Stagnum ? Odeon di Domiziano Insulae d'epoca adrianea Magazzini ? Magazzini ? Magazzini ? Saepta Iulia Diribitorium Porticus Divorum Aqua Virgo Arco di Claudio Porticus Vipsania Caserma della I coorte dei Vigiles Iseum Tempio di Minerva Calcidica Ara di Marte Via Flaminia Via Flaminia Tempio di Adriano Tempio di Matidia Teatro di Pompeo Templi di Largo Argentina Portico di Minucio Colonna di Marco Aurelio T. di M.Aurelio e Faustina (?) Arco di M.Aurelio (?) Colonna di Antonino Pio Ustrino di Faustina maggiore Ustrino di Faustina minore Via Recta Portico e tempio del Bonus Eventus Portico di Pompeo Arcus Novus Portico di Meleagro Portico degli Argonauti Piazza della Rotonda Villa Publica |